# TEDi
TEDi (vormals T€Di als Abkürzung für Top Euro Discount) ist ein deutscher Nonfood-Händler mit mehr als 3000 Filialen (Stand Oktober 2023) in Deutschland, Österreich, Slowenien, der Slowakei, Spanien, Kroatien, Italien, Polen, Portugal, Ungarn und Frankreich. Im Sortiment sind Ge- und Verbrauchsartikel des täglichen Bedarfs zu finden. Es umfasst neben Haushalts-, Party-, Heimwerker- und Elektroartikeln auch Schreib- und Spielwaren sowie Drogerie- und Kosmetikprodukte. Dazu kommen saisonale Artikel und Markenware.
Tedi wurde von der Tengelmann-Gruppe mit der Idee gegründet, das Konzept der Ein-Dollar-Läden auch in Deutschland anzubieten. Das Unternehmen wurde als Ableger der Tengelmann-Textiltochter KiK gegründet. Tengelmann hielt bis 30. April 2021 als Minderheitsbeteiligter 30 Prozent der Anteile.

## Unternehmensgeschichte
Tedi eröffnete im August 2003 die erste Filiale in Hagen. Am 25. September 2004 wurde die TEDi GmbH & Co. KG ins Handelsregister eingetragen. Im Mai 2007 wurde die 500. Filiale eröffnet. Im Mai 2010 eröffnete die 1000. Filiale in Moordorf.
Am 2. Mai 2011 wurde eine Filiale in Graz in Österreich eröffnet; weitere folgten. Am 6. Juni 2012 eröffnete eine Filiale in Murska Sobota (Slowenien). Mit der Slowakei (2013), Spanien (2015) und Kroatien (2017), Italien (2018), Polen (2018) und Rumänien (2022, 32 Filialen) setzte das Unternehmen seine Expansion in Europa fort.
Tedi-Niederlassungen werden bevorzugt in Nachbarschaft zu anderen Geschäften der Tengelmann-Gruppe sowie großer Einzelhandelsketten gegründet. Eine wichtige Zielgruppe ist die Laufkundschaft. Daher befinden sich viele Filialen in Einkaufs- und Kleinstadtzentren.
2013 bis 2018 erfolgte der Umbau der Märkte, mit dem das Filialnetz flächendeckend modernisiert wurde.
Von 2013 bis März 2019 hatte Tedi auch einen Onlineshop. Im Zuge der Covid-19-Pandemie eröffnete Tedi im Sommer 2020 einen eBay-Shop und zum Jahresende auch einen regulären eigenen Onlineshop. Dieser wurde zum 30. April 2022 wieder geschlossen. Wie 2019 war die Begründung, dass die Stärke des Unternehmens im stationären Einzelhandel liege.
2016 platzierte Tedi mit der Billig-Kette Black.de unter dem Motto „Schwarzhandel für alle“ rund 50 Filialen auf dem deutschen Discounter-Markt. Geplant waren bundesweit 1.000 Filialen. Ein Jahr später verkündete das Mutterunternehmen das Ende von Black.de; die Filialen sollten geschlossen und in Tedi-Filialen „umgeflaggt“ werden.
Im Oktober 2017 schaltete Tedi die erste TV-Werbung. Vier verschiedene Kurzfilme wurden im deutschen Fernsehen ausgestrahlt, hinzu kam ein Online-Spot. Am 27. Dezember 2017 verkündete Tedi die Übernahme von 63 Filialen der niederländischen Einzelhandelskette Xenos in Deutschland. Am 27. Januar 2018 trat diese in Kraft. Die Umstellung der Filialen in Tedi-Filialen erfolgte sukzessive. Die Transaktion beinhaltete die Übernahme aller bestehenden Arbeitsverträge.
Mit Wirkung zum 30. April 2021 verkaufte die Tengelmann-Gruppe ihre Anteile im Tausch gegen die Anteile an Kik an die H. H. Unternehmensgruppe um den langjährigen Geschäftspartner Stefan Heinig.
Im Dezember 2024 kündigte Tedi an, 84 Geschäfte der Kette Pfennigpfeiffer inklusive aller Angestellten zu übernehmen.
Am 15. April 2025 eröffnete die weltgrößte Filiale mit rund 3.000 Quadratmetern Verkaufsfläche in Flensburg.

## Sponsoring
Zu Beginn der Fußballsaison 2017/2018 wurde Tedi Ärmelsponsor beim Erstligisten Hertha BSC. Für das Unternehmen war dies das erste Engagement dieser Größenordnung im Fußball-Sponsoring. Zur Fußballsaison 2018/2019 war das Unternehmen bei Hertha BSC Hauptsponsor. Im Juli 2020 wurde der Sponsoring-Vertrag vorzeitig beendet; die Kooperation soll aber in einem kleineren Umfang fortgeführt werden.
Seit der Saison 2016/2017 ist Tedi Partner des Talentwerks und der Fußballschule des VfL Bochum.
Seit 2011 ist Tedi Sponsor von Borussia Dortmund.
Des Weiteren war Tedi während der Saison 2017/2018 Hauptsponsor des Drittligisten VfL Osnabrück.
Während des Wahlkampfs 2021 spendete Tedi 100.000 Euro an die FDP.

## Kritik
Verdi bemängelte im Oktober 2011 den niedrigen Lohn der Angestellten. So soll selbst geschultes Personal mit IHK-Abschluss lediglich einen Bruttolohn von 7 Euro pro Stunde erhalten haben.
Ein weiterer Kritikpunkt ist die Qualität der zumeist aus China importierten Artikel. Häufige Beanstandung seitens des Rapid Exchange of Information System (RAPEX) der EU bezüglich schädlicher Inhaltsstoffe (z. B. Phthalate), vor allem in Spielwaren, sind das Ergebnis, beispielsweise im März 2009 bei einem 3er-Set Puppenfiguren aus Kunststoff.
Mitarbeiter beklagen einen hohen Arbeitsdruck, lange Arbeitstage und viele Überstunden.